# Venom ER
Venom ER is een elfdelige realityserie die oorspronkelijk in 2004 werd uitgezonden door Animal Planet. Hierin worden artsen uit het University Medical Centre in Loma Linda gevolgd bij de behandeling van patiënten die gebeten zijn door een giftig dier. Hoewel de staf uit meerdere mensen bestaat, komt met name Dr. Sean Bush geregeld voor de camera.

## Afleveringen
- Pilot: Een meisje is gebeten door een Mohave-ratelslang, een andere vrouw door een sidewinder.

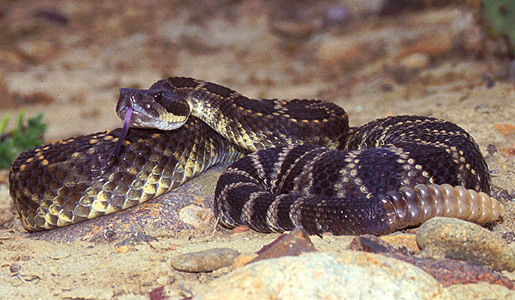
Black diamond ratelslang

1. Een man komt binnen met een beet van zijn huisdier, een black diamond-ratelslang.
2. Een 50-jarige voetganger met hartklachten is gebeten door een ratelslang, een jongetje dat vermoed te zijn gebeten wordt overgevlogen en een man heeft een allergische reactie na een bijensteek.
3. Een 70-jarige man met diabetes en hartklachten is gebeten  door een slang, een wandelaar is in de hand gebeten door een ratelslang en een meisje met astma heeft een spinnenbeet van een brown recluse spider. Brown recluse spider

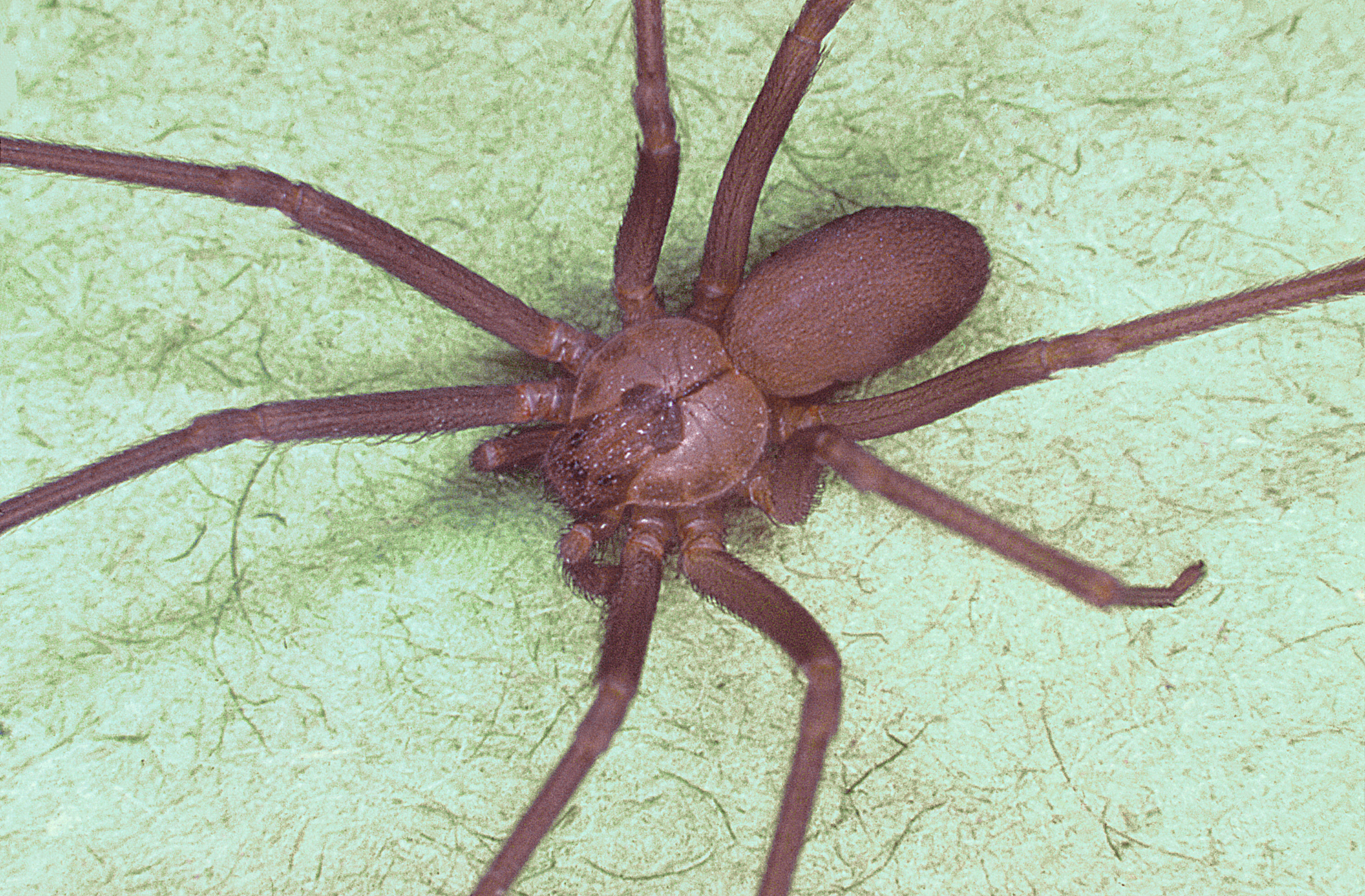
Brown recluse spider

4. Een man is door een sidewinder in zijn hand gebeten, een andere man zijn hand is zwart geworden na de beet van een ratelslang en een vrouw werd meermaals gebeten door brown recluse spiders.
5. Een vrouw werd verrast door de reflex van een dode slang en heeft nu zware hoofdpijn, een man werd door een black diamond-ratelslang gebeten in zijn tuin en een hond werd in zijn aangezicht gebeten door een ratelslang.
6. Een jongetje is gestoken door een schorpioen, een ander door een zwarte weduwe.
7. Het team gaat een man ophalen die is gebeten door een sidewinder en moet met spoed naar het ziekenhuis, een andere man is aangevallen door een black diamond-ratelslang.
8. John Stull komt voor de tweede keer binnen na het drinken van het gif van ratelslangen, omdat hij denkt zo immuun te worden. Een andere patiënt heeft een slechte reactie van slangengif met het tegengif.
9. Een hoop mensen komen binnen met slangenbeten nadat ze naar Californië zijn gekomen in verband met Labor Day, terwijl het tevens de tijd is dat veel slangeneieren uitkomen. Onder de slachtoffers zijn twee jongetjes van zes en zeven jaar oud.
10. Een jongetje is gebeten door een zwarte weduwe. Zijn ouders moeten nu beslissen het gevolg af te wachten of dat hij het tegengif krijgt, wat het risico met zich meeneemt dat hij daaraan overlijdt. Stull (zie afl.9) legt uit waarom hij slangengif drinkt. Tevens kijkt het programma naar wat de plaatselijke grondeekhoorns immuun maakt voor het gif van ratelslangen.